# Joachim Kunz
Joachim Kunz (* 9. února 1959 Stollberg/Erzgeb.) je bývalý německý vzpěrač, olympijský vítěz v lehké váze jako reprezentant Německé demokratické republiky.
Se sportem začínal jako gymnasta, pak se zaměřil na vzpírání v klubu SC Karl-Marx-Stadt, kde ho trénoval Klaus Kroll. Jeho první vrcholnou akcí bylo mistrovství světa juniorů ve vzpírání v roce 1978, kde obsadil páté místo. O rok později byl již juniorským mistrem světa a stříbrným medailistou ze seniorského mistrovství světa i Evropy. Na moskevské olympiádě v roce 1980 obsadil druhé místo za Bulharem Janko Rusevem. V letech 1981 a 1983 se stal mistrem Evropy i světa, v roce 1985 byl na evropském šampionátu druhý. Na Letních olympijských hrách 1988 v Soulu skončil v soutěži lehkých vah druhý za Angelem Genčevem z Bulharska, který byl však dodatečně diskvalifikován po pozitivním testu na furosemid, Kunz se tak posunul na první místo a získal pro NDR jediné vzpěračské olympijské zlato v její historii. Také vyhrál sedmkrát národní šampionát a devětkrát překonal světový rekord, jeho životním maximem ve dvojboji bylo 350 kg. Kariéru ukončil v roce 1996.
Vyučil se nástrojařem a pak studoval na Deutsche Hochschule für Körperkultur v Lipsku. Po sjednocení Německa se stal podnikatelem a vede firmu Suppina na výrobu instantních polévek.